# Petit Coucou
Cuculus poliocephalus
Espèce
Statut de conservation UICN

 LC  : Préoccupation mineure
Le Petit Coucou (Cuculus poliocephalus) est une espèce de coucous, oiseaux de la famille des Cuculidae. Son aire de répartition s'étend à travers l'Himalaya, la Birmanie, les îles de Hainan et Taïwan et plus généralement l'Asie de l'Est ; il hiverne au sri Lanka et en Afrique de l'Est.
C'est une espèce monotypique (non subdivisée en sous-espèces).
Dans la tradition japonaise, le chant du petit coucou (Hototogisu, ホトトギス ) annonce l'arrivée de l'été.